# Senath
Senath est une ville du comté de Dunklin, dans le Missouri, aux États-Unis,. Située au sud-ouest du comté, elle est fondée en 1882 et incorporée la même année. Elle est baptisée en mémoire d'Asenath Douglass, un pionnier se faisant appeler Senath.

## Démographie
Lors du recensement de 2010, la ville comptait une population de 1 767 habitants. Elle est estimée, en 2016, à 1 691 habitants.

### Source de la traduction
- (en) Cet article est partiellement ou en totalité issu de l’article de Wikipédia en anglais intitulé « Senath, Missouri » (voir la liste des auteurs).